# 巴列德洛萨
巴列德洛萨，是西班牙卡斯蒂利亚-莱昂布尔戈斯省的一个市镇。总面积228平方公里，总人口628人（2001年），人口密度3人/平方公里。